# Charles de La Valette

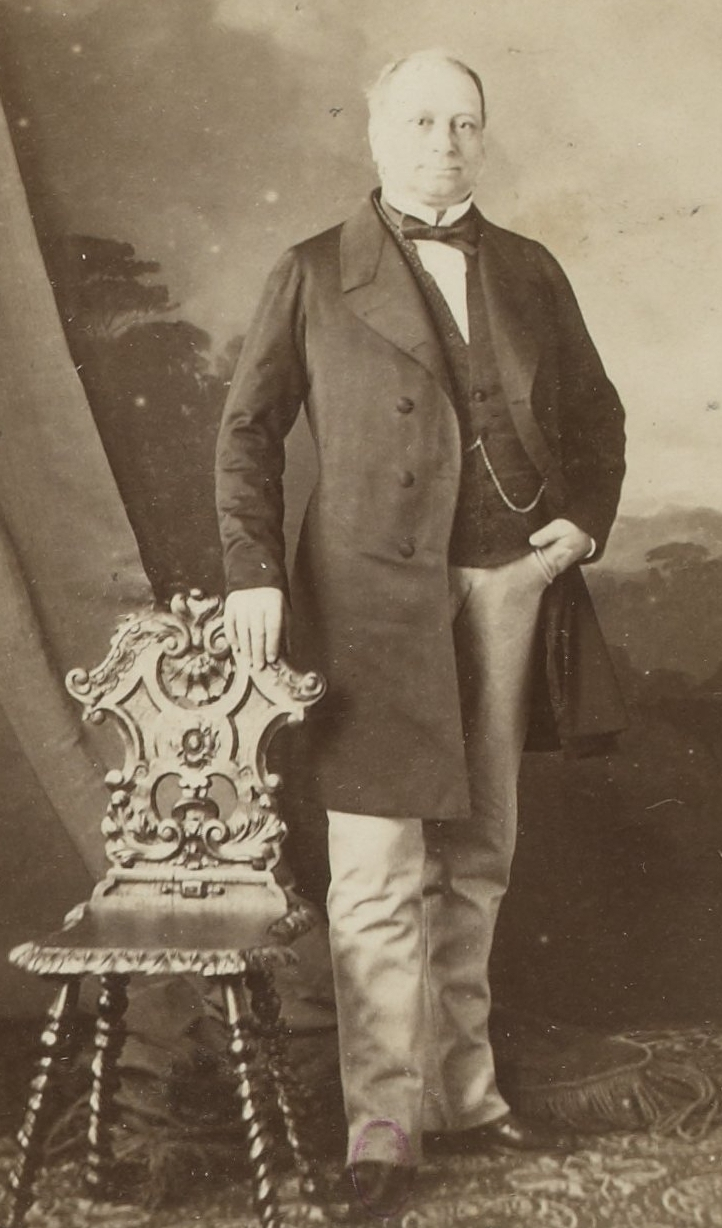
Charles de la Valette.

Charles Jean Marie Félix de La Valette, född den 25 november 1806 i Senlis, död den 2 maj 1881 i Paris, var en fransk markis och diplomat.
La Valette var 1837-1841 legationssekreterare i Stockholm och 1851-1853 sändebud i Konstantinopel. Han blev 1853 senator, var 1861-1862 ambassadör i Rom och 1865-1867 inrikesminister. I september 1866, strax efter Preussens segrar över Österrike, skötte La Valette en kort tid utrikesärendena och utfärdade då (14 september) till de franska sändebuden i utlandet ett cirkulär, som väckte stor överraskning genom sin fredliga ton. I november 1867 utnämndes La Valette till utrikesminister. Som sådan följde han en mycket försiktig fredspolitik. Han måste emellertid avgå i juli 1869, varefter han till januari 1870 var ambassadör i London. 